# St. Mariä Himmelfahrt (Ophoven)

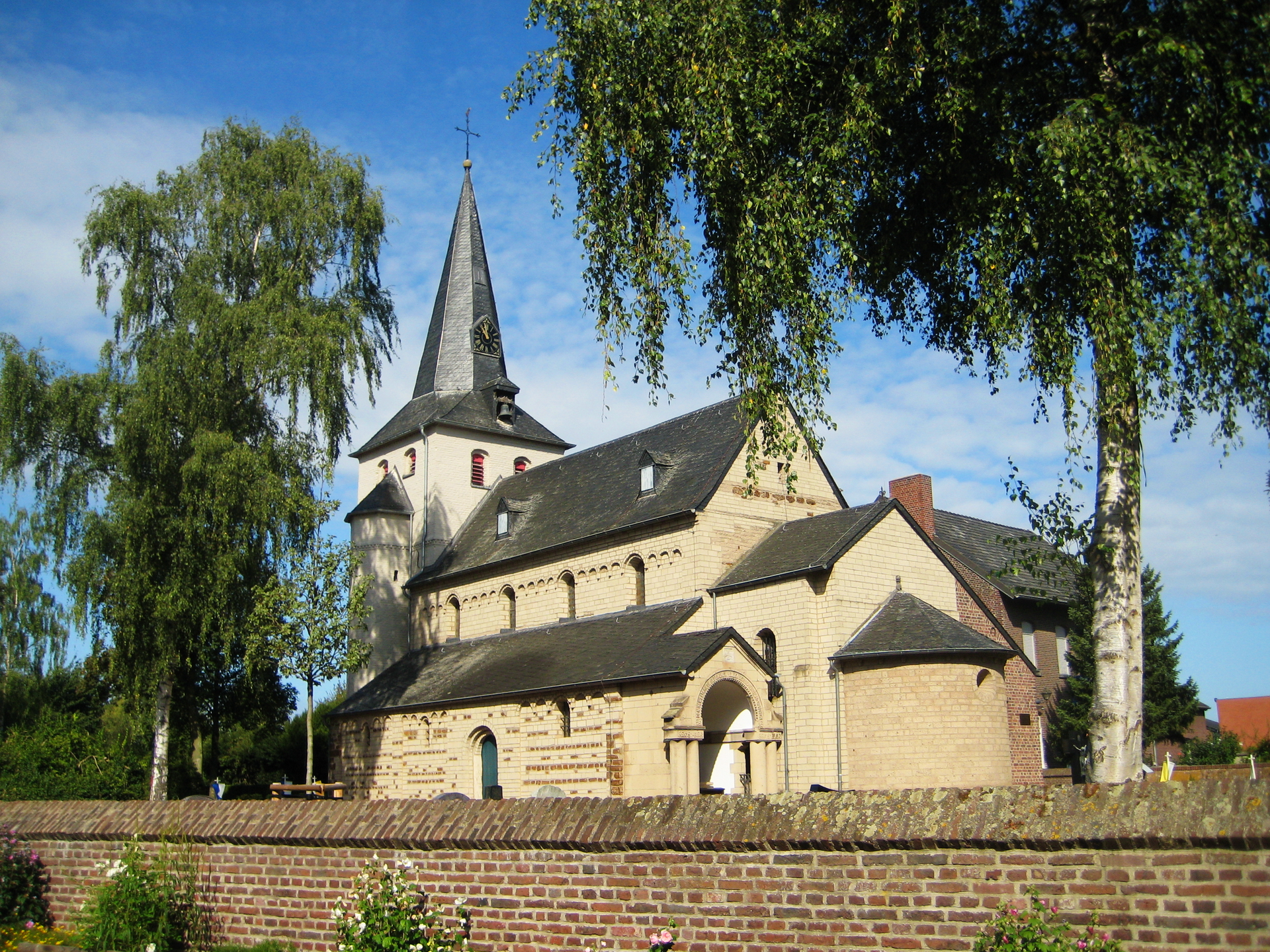
St. Mariä Himmelfahrt in Ophoven

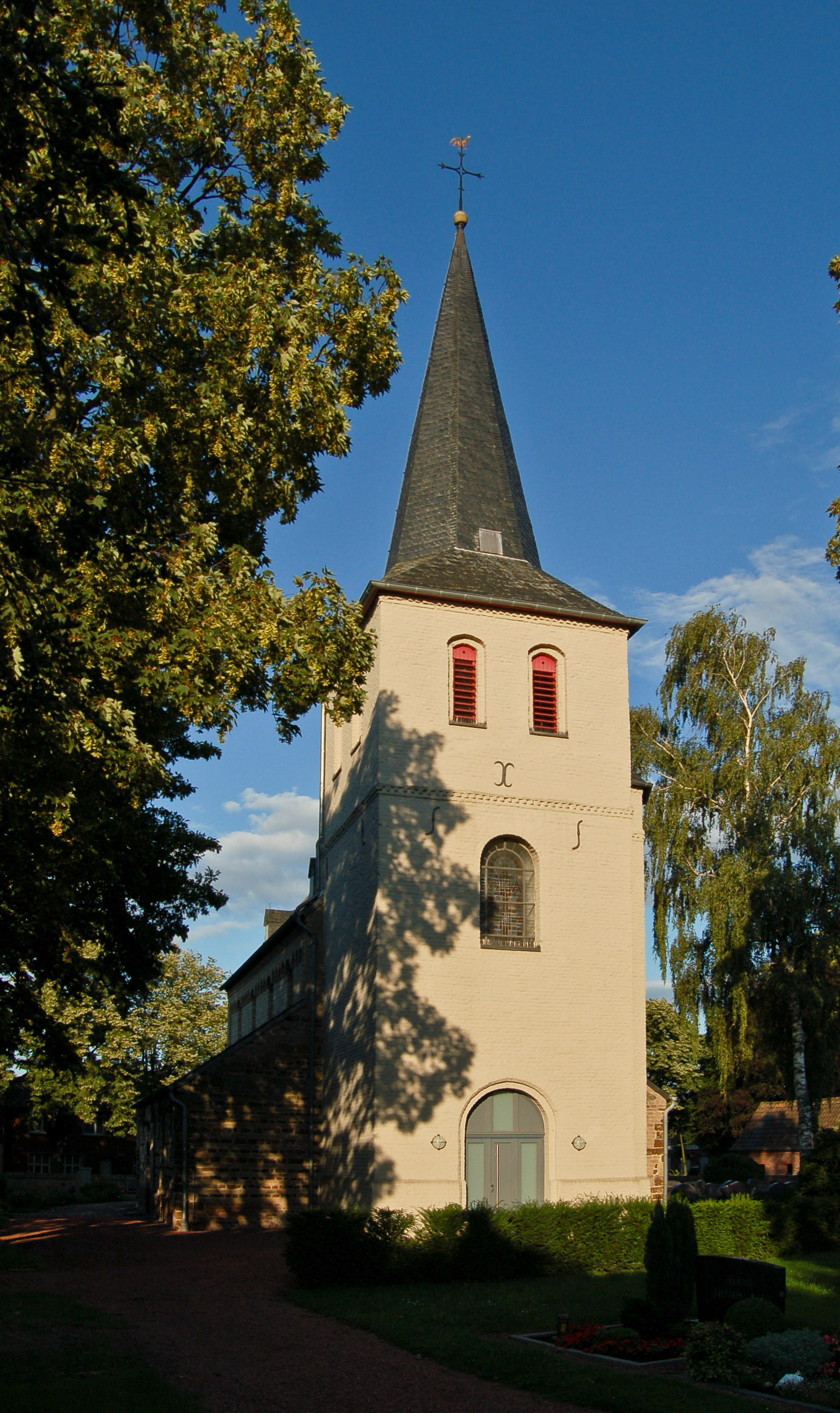
Romanischer Kirchturm

Die Kirche St. Mariä Himmelfahrt ist die römisch-katholische Filialkirche des Ortsteils Ophoven der Stadt Wassenberg im Kreis Heinsberg (Nordrhein-Westfalen).
Die Kirche ist unter Nummer 42 in die Liste der Baudenkmäler in Wassenberg eingetragen.

## Geschichte und Architektur
Die heutige Wallfahrtskirche zu Ophoven ist das Überbleibsel des Zisterzienserinnen-Konvents zu Ophoven. Sie war im Ursprung die eigentliche Klosterkirche. Sie stammt fast im ganzen Umfang noch aus der Zeit um 1200.
1234 wurde das Kloster von Ophoven nach Dalheim verlegt. Goswin von Born gab seine Einwilligung – aber wohl nachträglich, nämlich erst 1258. Vermutlich existierten von 1234 bis 1258 zwei Niederlassungen. 1571 wurde dann die Zisterzienserkirche Ophoven Pfarrkirche von Ophoven. Das Patronsrecht (Verwaltungshoheit) verblieb jedoch beim Kloster Dalheim.
Die Kirche ist eine dreischiffige, flachgedeckte romanische Pfeilerbasilika aus Tuffstein, bestehend aus Chorhaus, Apsis im Osten und im Westen dem Kirchturm, auch Westturm genannt. Die Kirche ist 19 m lang und 10,5 m breit. Im Westturm befindet sich ein Rundbogenportal. Das Glockengeschoss wurde später errichtet und aus Backstein gemauert. An der Südseite befindet sich der Treppenturm, ebenfalls aus Backsteinen. In der Apsis wurde später ein Vierblatt- oder Vierpassfenster - das gotische Stilelemente aufweist - eingebaut. Die Sakristei an der Nordseite stammt aus dem 17./18. Jahrhundert.
Um 1700 ließ der Pfarrer Abraham Zahren (1690–1725) – er stammte aus Wassenberg und wurde in der Kirche beerdigt – die Kirche gründlich renovieren. Er baute den Treppenturm und das Obergeschoss des Kirchturms. Weiterhin ließ er Seitenschiffe und Chor mit Gewölben versehen und einen Seitenaltar anschaffen. 1714 erhielt die Kirche ein neues Dach, die Rechnung wurde vom Kloster Dalheim bezahlt. Das Patronatsrecht bestand noch. 1711 und 1735 kamen drei Glocken in den neu errichteten Teil des Kirchturms. Dies waren nicht die ersten Glocken. Eine Glocke von 1613 zerbrach und wurde 1735 von dem Glockengießer Christian Wilhelm Voigt aus Dremmen neu gegossen. Die zweite Glocke von 1720 wurde ebenfalls von Voigt 1735 mit seiner Namensinschrift gegossen. Die dritte Glocke stammt von 1474 und wurde 1711 neu gegossen. Sie trägt den Namen des Pfarrers Zahren. 1699 kam das Antwerpener Schnitzretabel nach Ophoven, ein Geschenk des Dalheimer Klosters. 1721 wurde ein neuer Plattenbelag beschafft. Um 1750 erfolgte die Stuckausschmückung des Chores und des Mittelschiffs. 1735 wurde die Rokoko-Kanzel errichtet. Das Kreuz im nördlichen rechten Seitenschiff stammt aus dem Jahr 1530. Das bedeutsamste Stück der Kirche ist ein Gnadenbild von Maria („Maria amabilis“); es stammt aus der Zeit um 1350.
Die Kirchenpatroninnen sind die Gottesmutter und die hl. Agatha.

## Ausstattung
Das Mittelstück des Altaraufsatzes stammt aus der Antwerpener Schnitzerschule und wurde 1520 fertiggestellt. Im Jahr 1699 kam das Retabel vom Kloster Dalheim nach Ophoven. Aus der ersten Hälfte des 18. Jahrhunderts stammen die mit Rokoko-Verzierungen versehenen Türen zur Messdienersakristei, der Tabernakelaufbau mit Baldachin und Volutenwerk und die Einfassung des Altarschreins mit Rokoko-Ornamenten.
Die einzelnen Figurengruppen des Antwerpener Retabels stellen Szenen aus dem Leben der Gottesmutter dar. Die größeren Felder in der Mitte zeigen den Tod Marias, oben Mariä Himmelfahrt; links davon die Anbetung der Hirten, rechts die Anbetung der heiligen drei Könige. Auf den kleineren Feldern sind die Verkündigung, Heimsuchung, Beschneidung des Jesusknaben, Darstellung im Tempel, Flucht nach Ägypten und der Kindermord in Betlehem dargestellt. In den seitlichen Kehlenleisten des erhöhten mittleren Gefachs sind kleinere Gruppen zu sehen: die sieben Sakramente, die Vertreibung aus dem Paradies und das Opfer Abrahams. Schnitzerische Details zeigen z. B. die zeitgenössische Mode des 16. Jahrhunderts und zitieren Gewohnheiten oder Gegenstände des damaligen täglichen Lebens. Einige Figuren zeigen eine ins Holz eingeschlagene Hand als Signatur der Antwerpener Schnitzer. Das Retabel ist ein Werk von vermutlich vier verschiedenen Schnitzern. Die Figuren des einen zeichnen sich durch ovale Köpfe und gestreckte Körper aus; der andere Schnitzer bevorzugte rundliche Köpfe und untersetzte Gestalten. Der dritte Schnitzer war vermutlich ein Lehrling; denn es lassen sich an verschiedenen Stellen grobe Ungelenkigkeiten nachweisen.
Das Gnadenbild der Gottesmutter stammt aus der Zeit um 1350. Lange Jahre trugen die Marienstatue und ihr Kind echte, kostbare Kleider. Die wundertätige Wirkung der Gottesmutter von Ophoven war schon damals weit berühmt. Mächtige Fürsten und Herrscher zogen mit Tross und Mannen an die Rur, um ihre Anliegen der „liebenswürdigen Mutter“ zu empfehlen. Das Pfarrarchiv hält eine große Anzahl von Heilungen und Gebetserhörungen fest.
>Im Turm hängen drei Stahlglocken, welche von der Gussstahlgießerei "Bochumer Verein" gegossen. Sie schlagen die Töne g' – a' – h'.

## Wallfahrt
Bis heute kommen vor allem zu den Oktaven von Mariä Himmelfahrt und Mariä Geburt noch 18 Prozessionen aus der näheren und weiteren Umgebung nach Ophoven, um sich dem Schutz der Gottesmutter zu empfehlen, z. B. aus Ratheim, Orsbeck, Wassenberg St. Georg und Oberstadt, Hilfarth, Effeld, Karken, Eschweiler, Heinsberg, Birgden, Oberbruch, Porselen-Horst, Kempen und Dalheim.
Die Kirche ist meist nur in der kleinen Eingangshalle geöffnet. Von dort ist ein Blick in das Schiff und den Chor möglich. Besichtigungen können beim Pfarramt in Wassenberg abgesprochen werden.